# プロテクトバリアリッチ
プロテクトバリアリッチとは、株式会社JIMOSが製造・販売する化粧品ブランド「マキアレイベル」から出ている化粧品の高保湿ジェルクリームの商品名称である。

## 概要・コンセプト
- 「化粧水、乳液、美容液の役割を1本で行い、肌のバリア機能をサポートする高保湿ジェルクリーム」
- 合成香料・石油系鉱物油、タール系色素は無添加。
- 補水、保湿、育成により、キメを整える。
- マキアレイベルが提案するオールインワンスキンケアの「プロテクトバリアシリーズ」として、他に「プロテクトバリア」、「プロテクトバリアエクストラリッチ」、「薬用プロテクトバリアリッチ」が存在する。

## プロテクトバリアリッチにまつわる主な歴史
- 2011年9月 -  マキアレイベルから、オールインワンスキンケアの「プロテクトバリアシリーズ」誕生。
- 2014年7月 -  「'14 Yahoo!BEAUTY あなたが選ぶ通販コスメ大賞」にて、同じプロテクトバリアシリーズの「薬用プロテクトバリアリッチ」がジェル・美容液・スペシャルケア部門で3位入賞[1]

## 広告・CM
- 新聞折込チラシやTV広告では、柴田理恵が出演している。